# Odd Couple (Band)
Odd Couple ist eine deutsche Band, die 2014 in Berlin gegründet wurde. Ihre Lieder bedienen eine schwierig einzugrenzende Anzahl von Genres.

## Geschichte
Odd Couple gingen 2014 aus der Band Suns of Thyme (Psychedelic Rock) hervor, die die beiden seit Schulzeiten befreundeten gebürtigen Ostfriesen Jascha Kreft und Tammo Dehn 2012 gegründet hatten. In ihren zu Anfang dominanten Garage-Rock-Stil mischen sich in den späteren Jahren immer mehr Elemente wie Krautrock, psychedelischer Rap und Rock oder Boogie im Stil der Eagles of Death Metal.

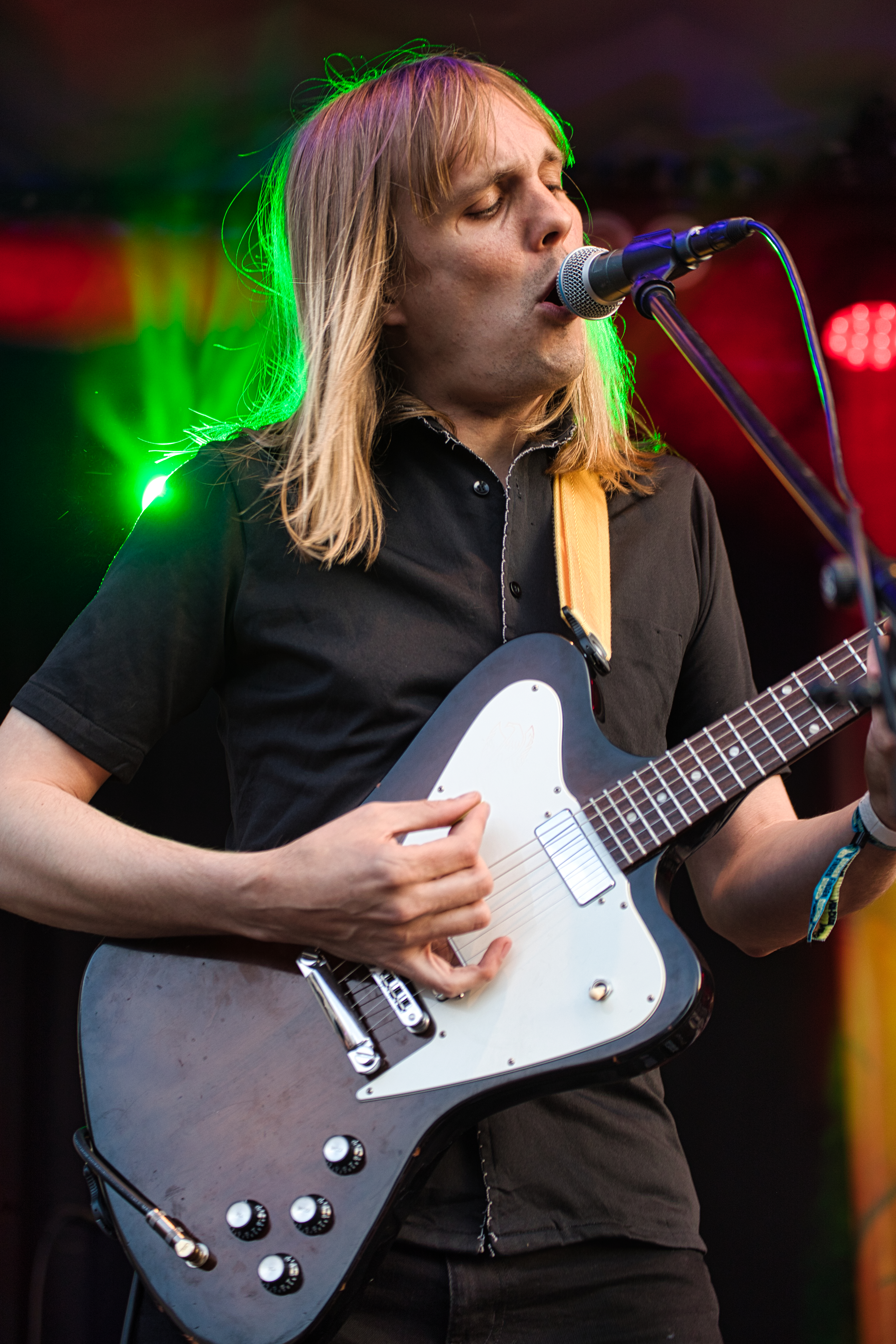
Jascha Kreft
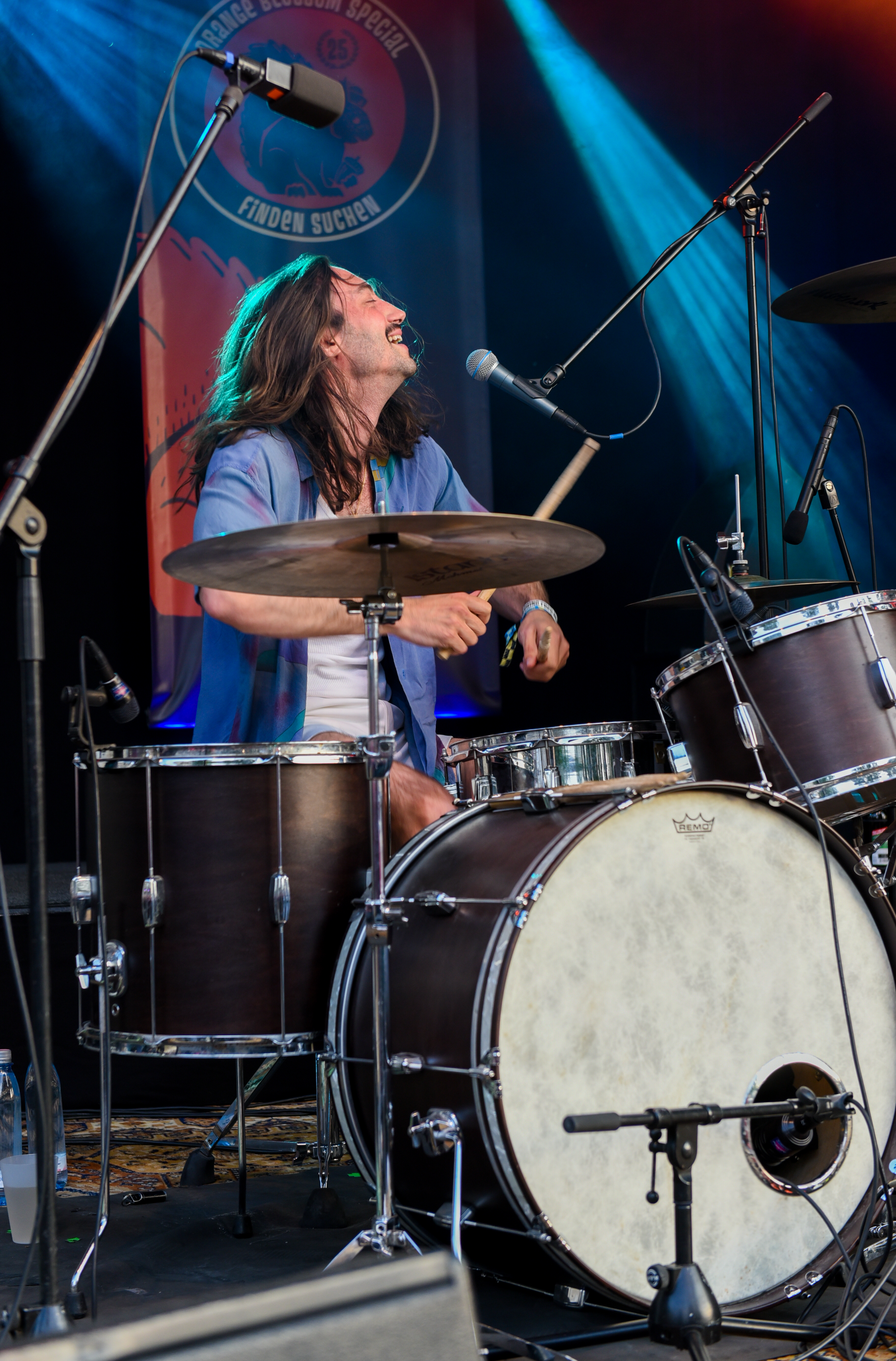
Tammo Dehn

## Diskografie
- 2015: It's a Pressure to Meet You (Album)
- 2015: Odd Couple / Suns of Thyme (Split 7" Single, H42 Records)
- 2016: Flügge (Album, Cargo Records)
- 2017: Odd Johann + Klaus Couple (EP, Cargo Records)
- 2018: Yada Yada (Album, Cargo Records)
- 2020: Universum Duo (Album)
- April 2025: Rush-Hour des Lebens (Album, LP)